# Amsterdamsche Football Club Ajax 2007-2008
Questa pagina raccoglie i dati riguardanti l'Amsterdamsche Football Club Ajax nelle competizioni ufficiali della stagione 2007-2008.

## Stagione
All'inizio di questa stagione si registrano le cessioni multimilionarie di Ryan Babel, passato al Liverpool e di Wesley Sneijder, accasatosi invece al Real Madrid; da segnalare pero l'acquisto di Luis Suárez, proveniente dal Groningen.
I Lancieri cominciano subito vincendo Johan Cruijff Schaal (1-0 sul PSV), tuttavia mancano l'accesso alla UEFA Champions League (doppia sconfitta contro lo Slavia Praga); vengono poi eliminati nel primo turno della Coppa UEFA (passa la Dinamo Zagabria, che pure era stata battuta in casa nell'andata).
Nei primi giorni di ottobre Henk ten Cate lascia il posto in panchina a Adrie Koster, ma in gennaio la squadra viene eliminata negli ottavi della KNVB beker dal NAC Breda. In Eredivisie l'Ajax finisce secondo e Klaas-Jan Huntelaar è capocannoniere, tuttavia anche questa volta si devono giocare i play-off: i biancorossi vincono nel primo turno contro Heerenveen ma vengono poi battuti dal Twente.

## Organigramma societario
Fonte
Area direttiva
- Presidente:  John Jaakke.

Area tecnica
- Allenatore:  Henk ten Cate fino all'8/10/2007, dal giorno successivo  Adrie Koster
- Allenatore in seconda:  Hennie Spijkerman.

## Rosa
| N. |                        | Ruolo | Calciatore                          |
| -- | ---------------------- | ----- | ----------------------------------- |
| 1  | Paesi Bassi (bandiera) | P     | Maarten Stekelenburg                |
| 2  | Paesi Bassi (bandiera) | D     | John Heitinga                       |
| 3  | Paesi Bassi (bandiera) | D     | Jaap Stam                           |
| 3  | Uruguay (bandiera)     | D     | Bruno Silva                         |
| 4  | Belgio (bandiera)      | D     | Thomas Vermaelen                    |
| 5  | Paesi Bassi (bandiera) | C     | Urby Emanuelson                     |
| 6  | Ghana (bandiera)       | D     | Samuel Kuffour                      |
| 7  | Svezia (bandiera)      | C     | Kennedy Bakırcıoğlu                 |
| 8  | Spagna (bandiera)      | A     | Ismael Urzaiz                       |
| 9  | Paesi Bassi (bandiera) | A     | Klaas-Jan Huntelaar (Vice-capitano) |
| 10 | Spagna (bandiera)      | C     | Albert Luque                        |
| 11 | Brasile (bandiera)     | C     | Leonardo                            |
| 12 | Paesi Bassi (bandiera) | P     | Erik Heijblok                       |
| 13 | Paesi Bassi (bandiera) | C     | Edgar Davids (Capitano)             |
| 15 | Belgio (bandiera)      | C     | Laurent Delorge                     |
| 16 | Uruguay (bandiera)     | A     | Luis Alberto Suárez                 |
| 17 | Belgio (bandiera)      | D     | Jan Vertonghen                      |
| 18 | Spagna (bandiera)      | C     | Gabri                               |

| N. |                             | Ruolo | Calciatore               |
| -- | --------------------------- | ----- | ------------------------ |
| 19 | Danimarca (bandiera)        | C     | Dennis Rommedahl         |
| 20 | Romania (bandiera)          | D     | George Ogăraru           |
| 21 | Armenia (bandiera)          | C     | Ēdgar Manowčaryan        |
| 22 | Paesi Bassi (bandiera)      | D     | Robbert Schilder         |
| 22 | Romania (bandiera)          | C     | Nicolae Mitea            |
| 23 | Svezia (bandiera)           | C     | Rasmus Lindgren          |
| 24 | Paesi Bassi (bandiera)      | C     | Mitchell Donald          |
| 25 | Paesi Bassi (bandiera)      | D     | Gregory van der Wiel     |
| 26 | Ghana (bandiera)            | C     | Jeffrey Sarpong          |
| 27 | Antille Olandesi (bandiera) | C     | Vurnon Anita             |
| 28 | Danimarca (bandiera)        | C     | Michael Krohn-Dehli      |
| 29 | Danimarca (bandiera)        | C     | Kenneth Perez            |
| 30 | Paesi Bassi (bandiera)      | P     | Dennis Gentenaar         |
| 31 | Paesi Bassi (bandiera)      | D     | Jürgen Colin             |
| 37 | Paesi Bassi (bandiera)      | C     | Jan-Arie van der Heijden |
| 38 | Paesi Bassi (bandiera)      | C     | Siem de Jong             |
| 6  | Paesi Bassi (bandiera)      | C     | Hedwiges Maduro          |

## Statistiche

### Statistiche di squadra
| Competizione            | Punti | Totale | Totale | Totale | Totale | Totale | Totale |
| Competizione            | Punti | G      | V      | N      | P      | Gf     | Gs     |
| ----------------------- | ----- | ------ | ------ | ------ | ------ | ------ | ------ |
| Eredivisie              | 69    | 34     | 20     | 9      | 5      | 94     | 45     |
| playoff dell'Eredivisie | -     | 4      | 2      | 1      | 1      | 6      | 4      |
| KNVB beker              | -     | 3      | 2      | 0      | 1      | 7      | 6      |
| Johan Cruijff Schaal    | -     | 1      | 1      | 0      | 1      | 1      | 0      |
| UEFA Champions League   | -     | 2      | 0      | 0      | 2      | 1      | 3      |
| Coppa UEFA              | -     | 2      | 1      | 0      | 1      | 3      | 3      |
| Totale                  |       | 46     | 26     | 10     | 11     | 112    | 61     |

### Statistiche individuali
- Capocannoniere dell'Eredivisie
  -  Klaas-Jan Huntelaar
- Calciatore olandese dell'anno
  -  John Heitinga